# Storia del telefono

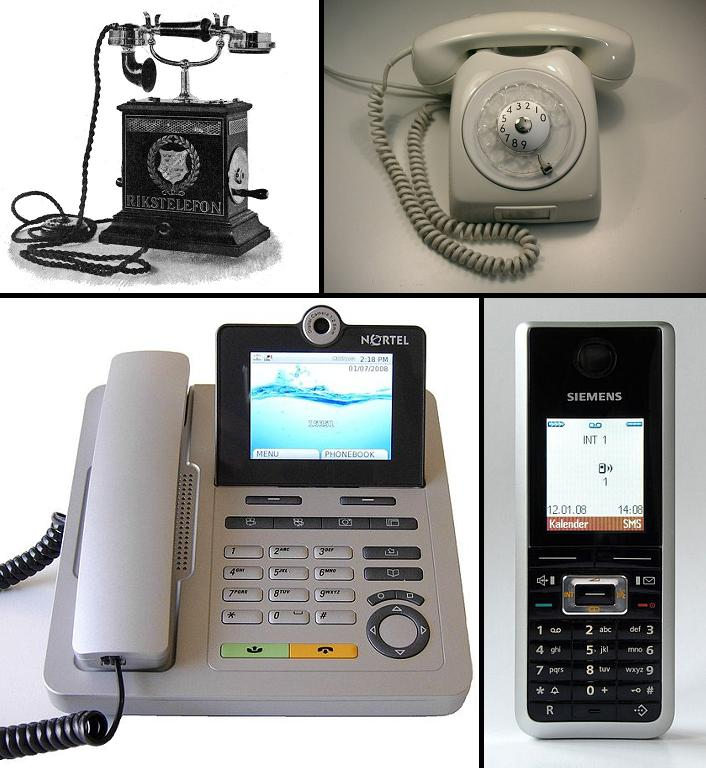
Evoluzione del telefono nel corso del Novecento

La storia del telefono va dalle prime intuizioni del XVII secolo fino ai giorni nostri, passando per le importanti scoperte e invenzioni di metà Ottocento, di cui persone come Innocenzo Manzetti, Antonio Meucci,  Elisha Gray, Alexander Graham Bell furono i protagonisti.
Il brevetto principale fu concesso ad Alexander Graham Bell il 7 marzo 1876.

## Storia
Le prime intuizioni della trasmissione a distanza dei suoni vocali risalgono a secoli addietro: alcuni dei primi esperimenti vennero condotti dal britannico Robert Hooke nella seconda metà del Seicento.
Durante il Settecento si sviluppano le prime idee per la trasmissione di segnali per mezzo dell'elettricità (che avrebbero portato nella prima metà dell'Ottocento allo sviluppo del telegrafo e dell'ideazione del codice Morse).

### I primi "telefoni" sperimentali (1844 - 1874)
Dopo l'invenzione del telegrafo, a partire dagli anni '40 dell'Ottocento si cominciò a proporre l'idea della trasmissione diretta della voce. Uno dei primi fu l'italiano Innocenzo Manzetti (1) che, dopo una prima idea nel 1843-'44 di "telegrafo vocale" funzionante ad induzione, a metà anni '60 arrivò a realizzarne uno completo. Negli stessi anni anche l'italiano Antonio Meucci arrivò ad elaborare la propria soluzione alla trasmissione vocale per via elettrica: partendo da una casuale scoperta del 1849 mentre si trovava a Cuba, una volta trasferitosi nella più adatta New York City iniziò a sperimentare in vari modi tale sistema - ribattezzato telettrofono - arrivando a perfezionarlo verso metà anni '60. La precaria situazione economica non gli permise di rinnovare a lungo il suo brevetto provvisorio, che scadde alla fine del 1874. Nel frattempo si inventavano nuovi apparecchi nel campo dell'acustica e della registrazione e riproduzione dei suoni, come il fonautografo di de Martinville (brevettato il 25 marzo 1857 e a cui avrebbe fatto seguito il fonografo di Thomas Edison del 1877, il grafofono del cugino di A. G. Bell nel 1880 e infine il grammofono di Emile Berliner del 1887) e altri inventori e scienziati lavorarono in quegli anni a questo stesso obiettivo, come il tedesco Johann Philipp Reis e l'omonimo telefono (1861), chiamato per la prima volta "telephon". Reis usò una frase difficile in tedesco per dimostrare la fedeltà dello strumento:
(Johann Philipp Reis, ottobre 1861)
Lo strumento fu però condannato all'inutilità, perché all'epoca si ritenne che una corrente chiusa e alternata non potesse riprodurre i suoni, specie quelli della voce umana.

### La corsa al brevetto (1874 - 1876)
Sulla base di alcuni dei risultati raggiunti negli anni immediatamente precedenti, l'inventore statunitense di origini scozzesi e professore Alexander Graham Bell ebbe la prima intuizione della riproduzione del suono mentre stava lavorando con un fonautografo di De Martinville, nell'estate del 1874 mentre si trovava a Brantford. Le sue mancate conoscenze per realizzare dei dispositivi fisici che mettessero in pratica le sue idee furono superate dall'incontro con Thomas Watson, un inventore elettromeccanico abbastanza esperto. Nel 1875 Bell, dopo ulteriori esperimenti, iniziò a ideare un disegno d'insieme per un possibile brevetto, avendo stretto degli accordi anche con degli appositi investitori. Allo stesso tempo la Western Union incaricò Thomas Edison ed Elisha Gray di trovare un modo di inviare più messaggi su una sola linea di testo di telegramma.
Gray stesso stava conducendo degli esperimenti per un tipo di "telefono" che potesse funzionare con un trasmettitore ad acqua, compilando una richiesta di brevetto il 14 febbraio 1876. L'avvocato e consigliere di Bell a sua volta compilò una richiesta di brevetto quello stesso giorno, tanto che ancora oggi si dibatte chi sia arrivato fisicamente prima all'ufficio dell'USPTO.
Il 7 marzo 1876 fu infine approvato il brevetto n. 174.465 a Bell, il quale ritornò a fare esperimenti sul suo strumento a Boston quello stesso giorno. Tre giorni dopo, il 10 marzo, riuscì finalmente a far funzionare il suo apparecchio anche grazie all'uso di un trasmettitore ad acqua simile a quello ideato da Gray. Quel giorno sperimentò l'apparecchio chiamando il suo assistente:
(Alexander Graham Bell, 10 marzo 1876)
Durante il resto dell'anno si susseguirono test di chiamate unidirezionali anche su distanze di diversi chilometri, esponendo lo strumento anche all'Esposizione centennale di Filadelfia e attirando molta curiosità da parte del pubblico. Bell tentò addirittura di vendere il suo brevetto alla Western Union (probabilmente per 100.000$), ma fu considerato un "giocattolo".

### Sviluppi successivi
Il 9 luglio 1877 venne fondata l'azienda Bell Telephone Company e in pochi anni decine di migliaia di telefoni vennero rapidamente costruiti e installati negli Stati Uniti.
Nel 1877 fu brevettato il microfono a carbone da Thomas Edison (sebbene l'inventore David Edward Hughes ne avesse dimostrato il funzionamento anni prima), che la Bell Company acquisì l'anno successivo: grazie a tale invenzione, il telefono diventava abbastanza pratico per l'uso sulle lunghe distanze e non era più necessario urlare per essere sentiti. Molte cause furono intentate contro la Bell Company negli anni successivi, incluse quelle dello stesso governo federale, ma nessuna vinse contro l'azienda.
A partire dalla seconda metà del Novecento si sviluppò anche la telefonia mobile: nel 1983 venne commercializzato il primo telefono cellulare portatile della storia (il Motorola DynaTAC 8000x) e nel 1994 il primo telefono con schermo tattile (sebben ancora resistivo), che avrebbe poi portato allo sviluppo e diffusione dei palmari e PDA negli anni 2000 e degli smartphone dagli anni '10.
Lo sviluppo della telefonia satellitare, proposta negli anni '80 del Novecento come soluzione ideale per i telefoni mobili, fu rapidamente surclassata dalla telefonia cellulare e relegata a compiti molto specifici.

### Nel mondo

#### Negli Stati Uniti d'America
Dopo l'assegnazione del brevetto a Bell nel 1876, vi furono una serie di cause processuali (note come i Telephone Cases) nei 12 anni successivi che culminarono nel 1888 con la decisione della Corte suprema di confermare a Bell i brevetti principali. Da allora il Bell System e la controllata AT&T dominarono per molti decenni il mercato delle telecomunicazioni statunitense, fino all'applicazione della legge sull'antitrust nel 1984 e la divisione in 7 aziende settoriali diverse.

#### In Svezia
La Svezia puntò molto sulle tecnologie telefoniche sin dagli anni '80 dell'Ottocento, tanto da diventare il primo paese al mondo per densità di telefoni ogni 100 abitanti (circa 0,55) e sfidando direttamente gli Stati Uniti, in un confronto che avrebbe visto il paese scandinavo dominare tale statistica fino a fine anni '90 del Novecento. Stoccolma al 1885 aveva già oltre 5000 linee telefoniche ed era la città europea ad averne di più anche in cifre assolute; due anni dopo venne pertanto inaugurata la Telefontornet, una torre di comunicazione per i cavi telefonici centralizzata nel centro cittadino, la maggiore anch'essa di tutta Europa. Le principali aziende nel corso del tempo divennero la svedese Televerket (poi Telia) e la Ericsson fondata da Lars Magnus Ericsson, che si sarebbe distinta nel corso del tempo per l'introduzione di telefoni dalle novità inedite e innovative.  

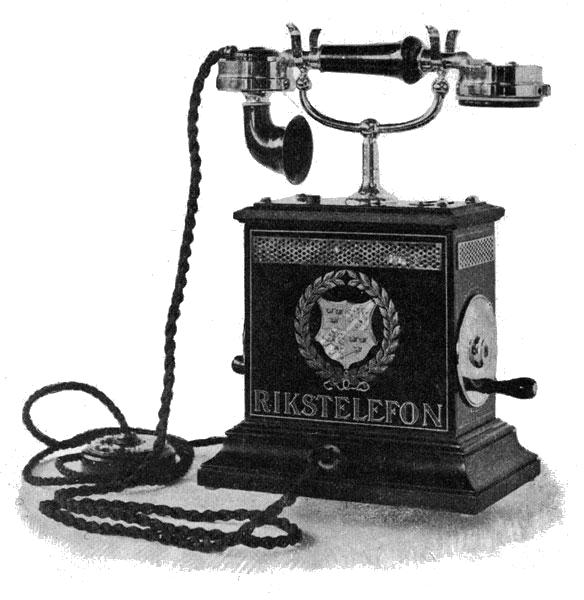
Un telefono del 1896 prodotto dall'azienda di stato svedese (successivamente Televerket, poi Telia).
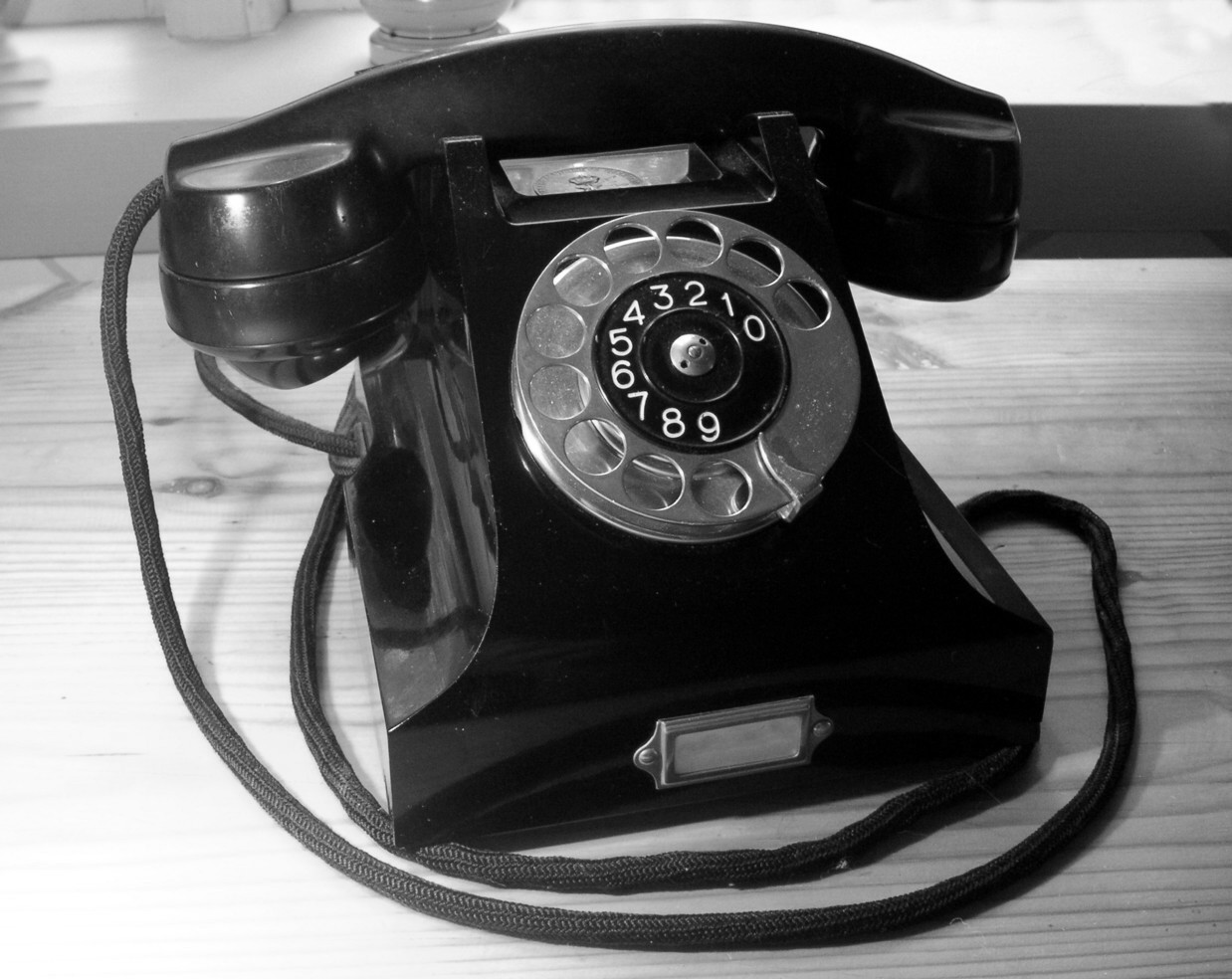
Il telefono DBH 1001 dell'azienda svedese Ericsson del 1931, il primo in assoluto a integrare tutto in un unico corpo combinato, contenuto nelle dimensioni e in bachelite, dando vita per la prima volta a quel design fissatosi nell'immaginario collettivo.
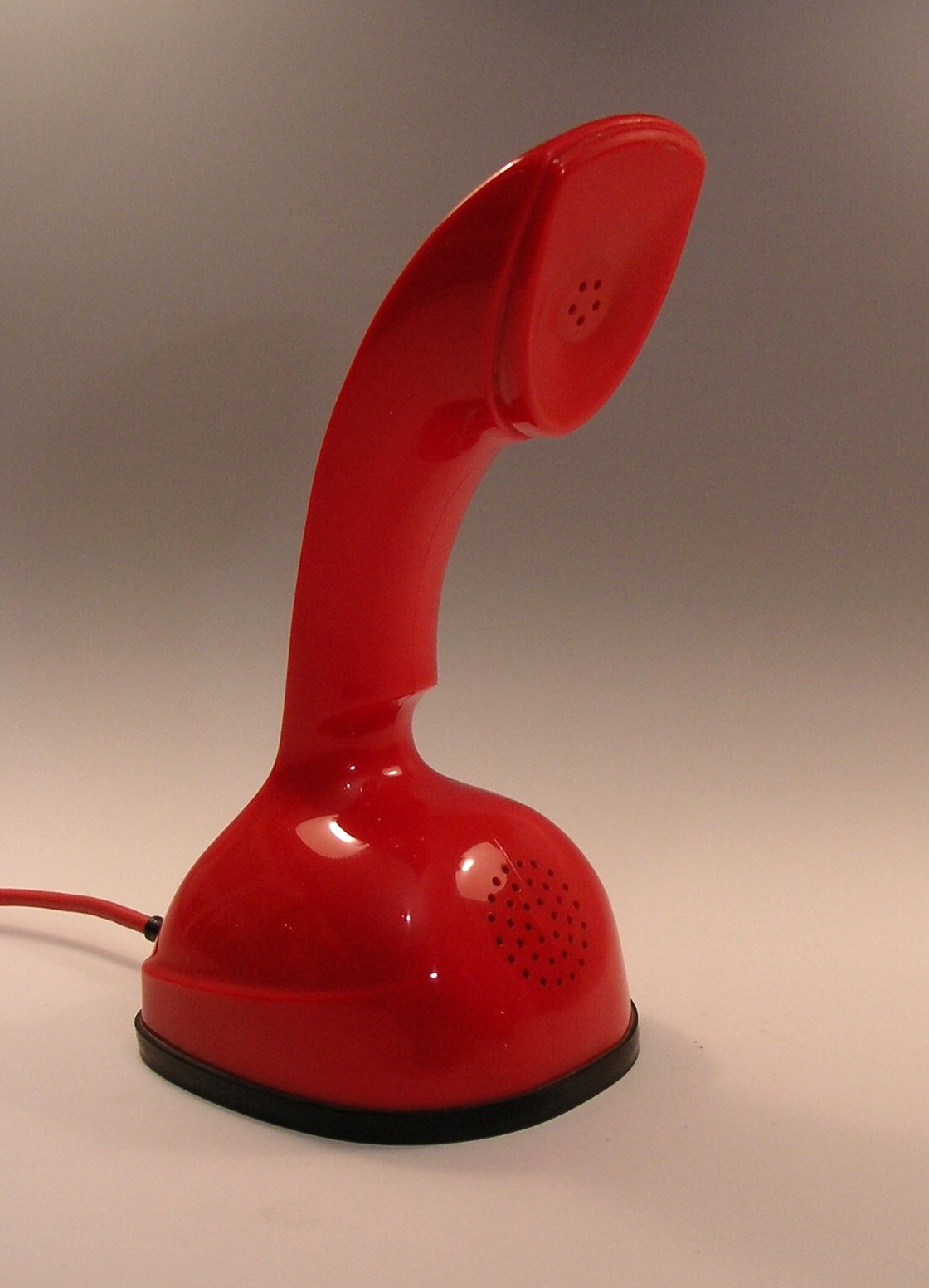
L'Ericofon della Ericsson, del 1956. Fu il primo telefono dal design a corpo unico e dallo spiccato stile futuristico.
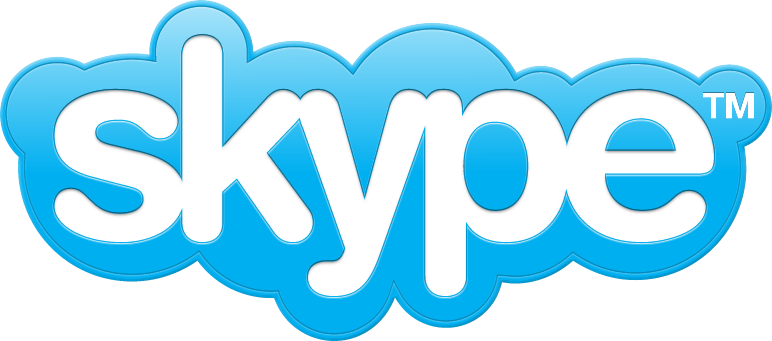
Fondato nel 2003 in Svezia, Skype è stato il servizio VoIP ("Voice over IP") più popolare al mondo per molti anni.
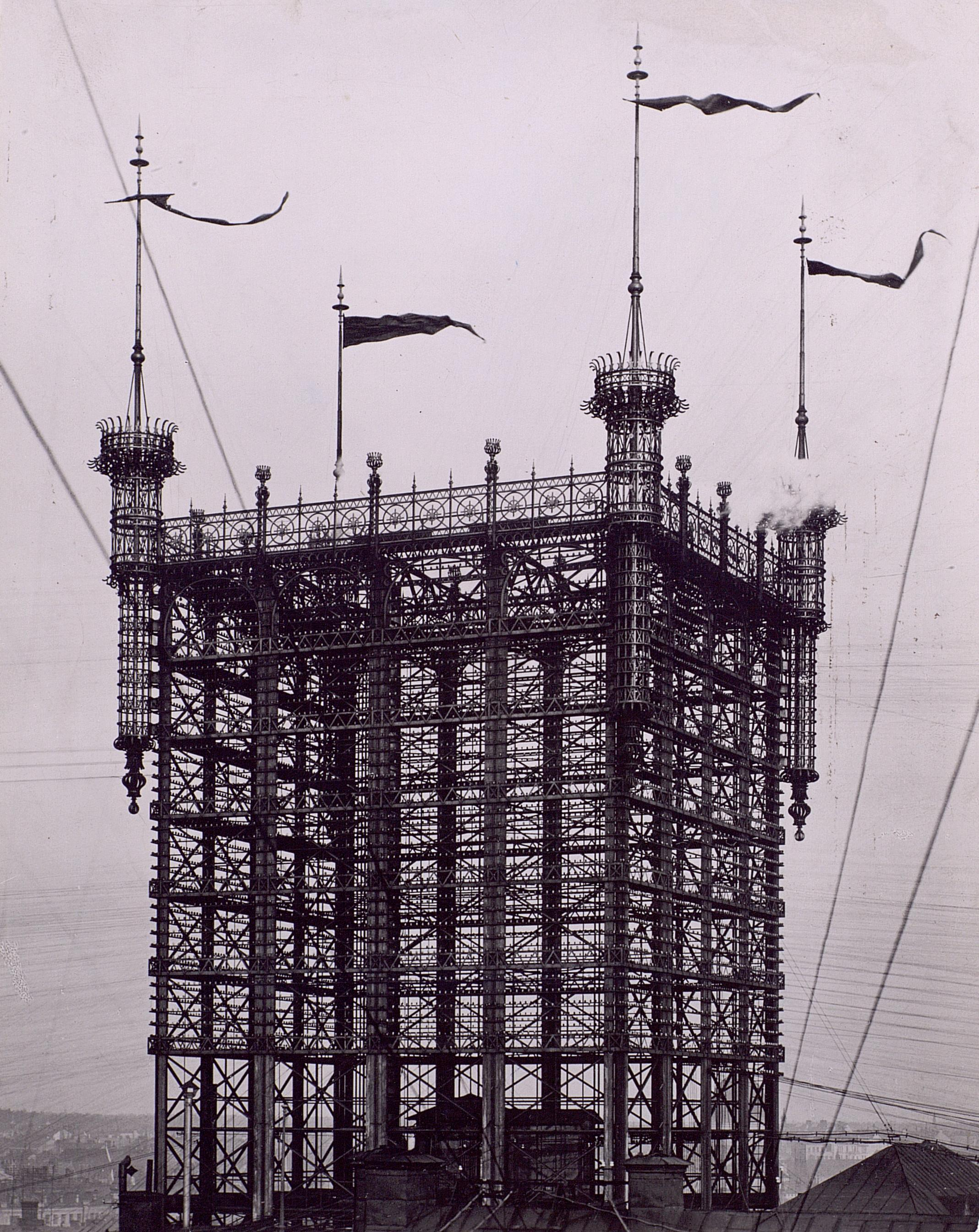
La Telefontornet, enorme struttura portante dei cavi telefonici di Stoccolma dal 1887 al 1913. Fu infine demolita nel 1953.

#### In Italia
Sebbene l'Italia abbia fornito un contributo prezioso a metà Ottocento con gli inventori Manzetti e Meucci, è dal 1876 – con l'assegnazione del brevetto a Bell – che si comincia a sperimentare l'uso della telefonia su scala pubblica, basandosi sui brevetti statunitensi registrati in quegli anni.
Il 28 febbraio 1878 il telefono venne presentato alla famiglia reale e il 1º aprile 1881 viene emanato il primo decreto da parte del ministero dei lavori pubblici, con 900 abbonati totali. Nel 1907 avviene una nazionalizzazione delle due più importanti aziende telefoniche in Italia, ma nel 1923 il neonato governo fascista di Mussolini li fa privatizzare, suddividendo l'Italia in 5 aree di pertinenza assegnate ad altrettante compagnie private. Tra il 1957 e il 1964 fu di nuovo nazionalizzato tutto il mercato telefonico, creando la nuova SIP. Nel 1994 venne avviato un nuovo processo di privatizzazione, creando la nuova Telecom italia. A partire dalla fine degli anni '90 l'Italia si è stabilmente affermata come il paese europeo con la più alta concentrazione di telefoni cellulari in rapporto alla popolazione.
Nella seconda metà del Novecento il telefono è entrato nelle case degli italiani (arrivando a oltre 20 milioni di linee negli anni '90), diventando un fenomeno di costume e tale da indurre le trasmissioni televisive a usarlo attivamente per incrementare la partecipazione del pubblico, come in Chiamate Roma 3131 degli anni '60-'80 e Telefono giallo e Telefono Azzurro, due trasmissioni nate entrambe nel 1987.

## Galleria d'immagini

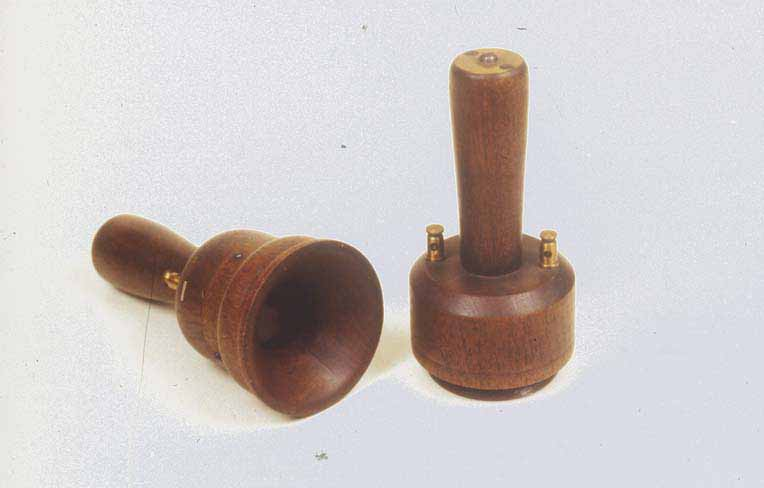
Telettrofono del 1857 di Antonio Meucci
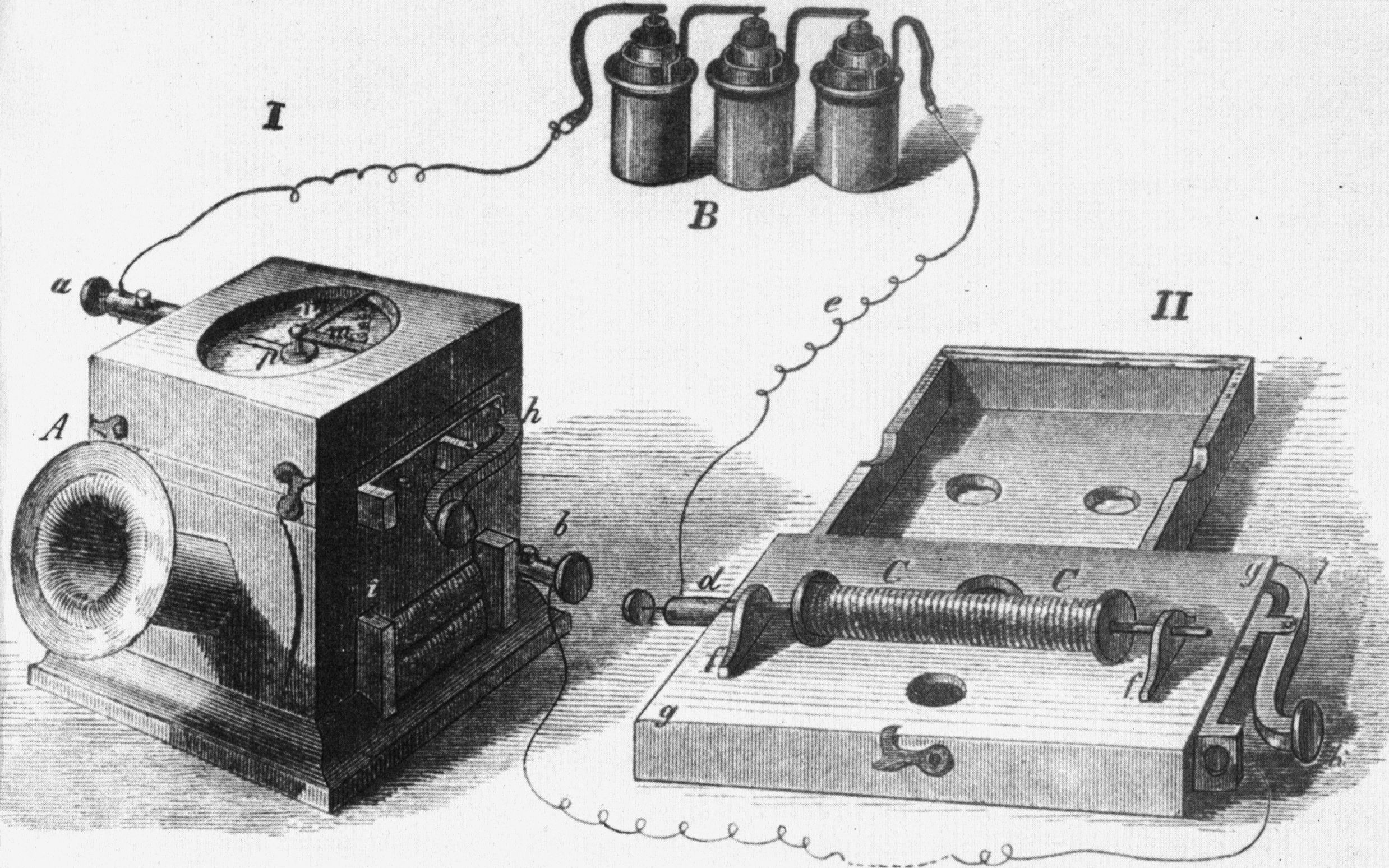
Telephon di Johann Philipp Reis (1861)
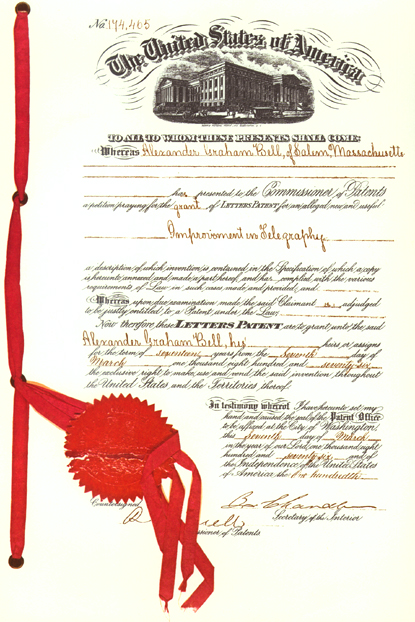
Brevetto del telefono concesso a A.G. Bell il 10 marzo 1876 (prima pagina)
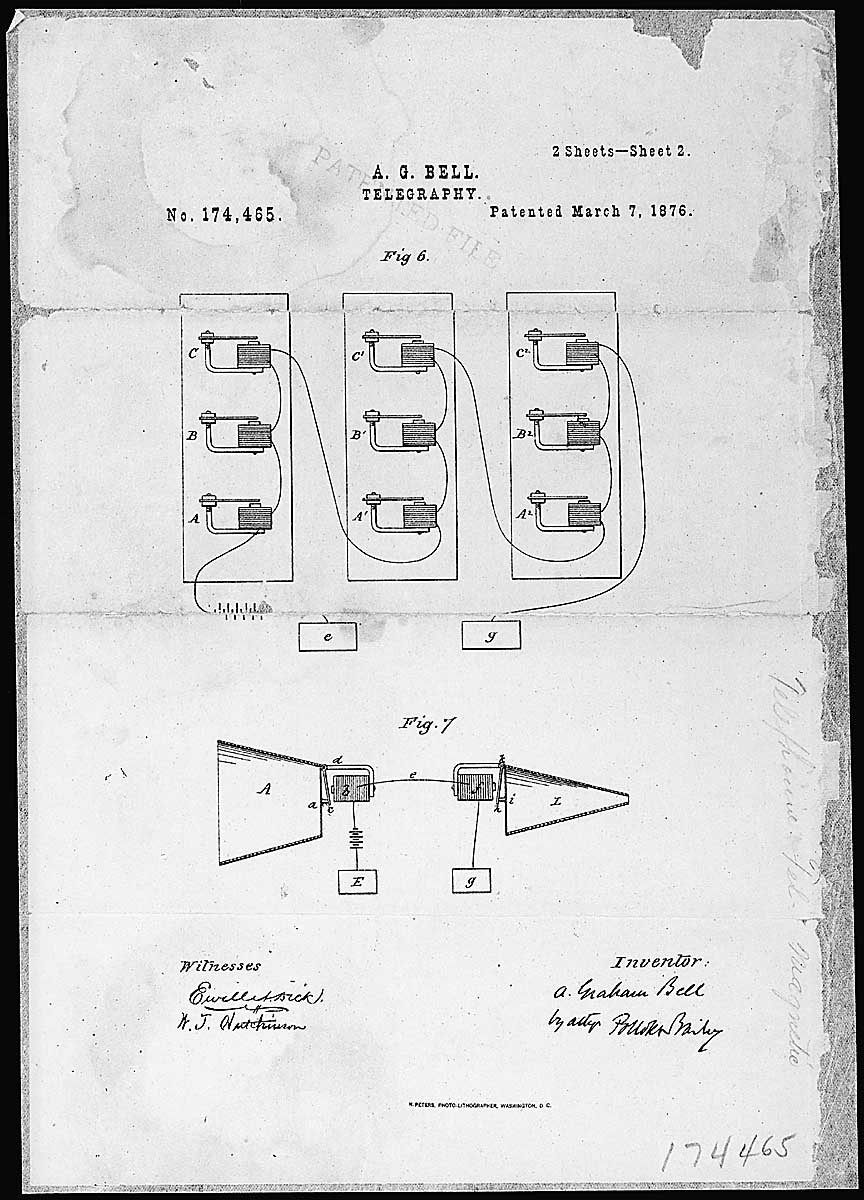
Brevetto del telefono concesso a A.G. Bell il 10 marzo 1876 (disegno dell'invenzione del 7 marzo 1876, tre giorni prima)
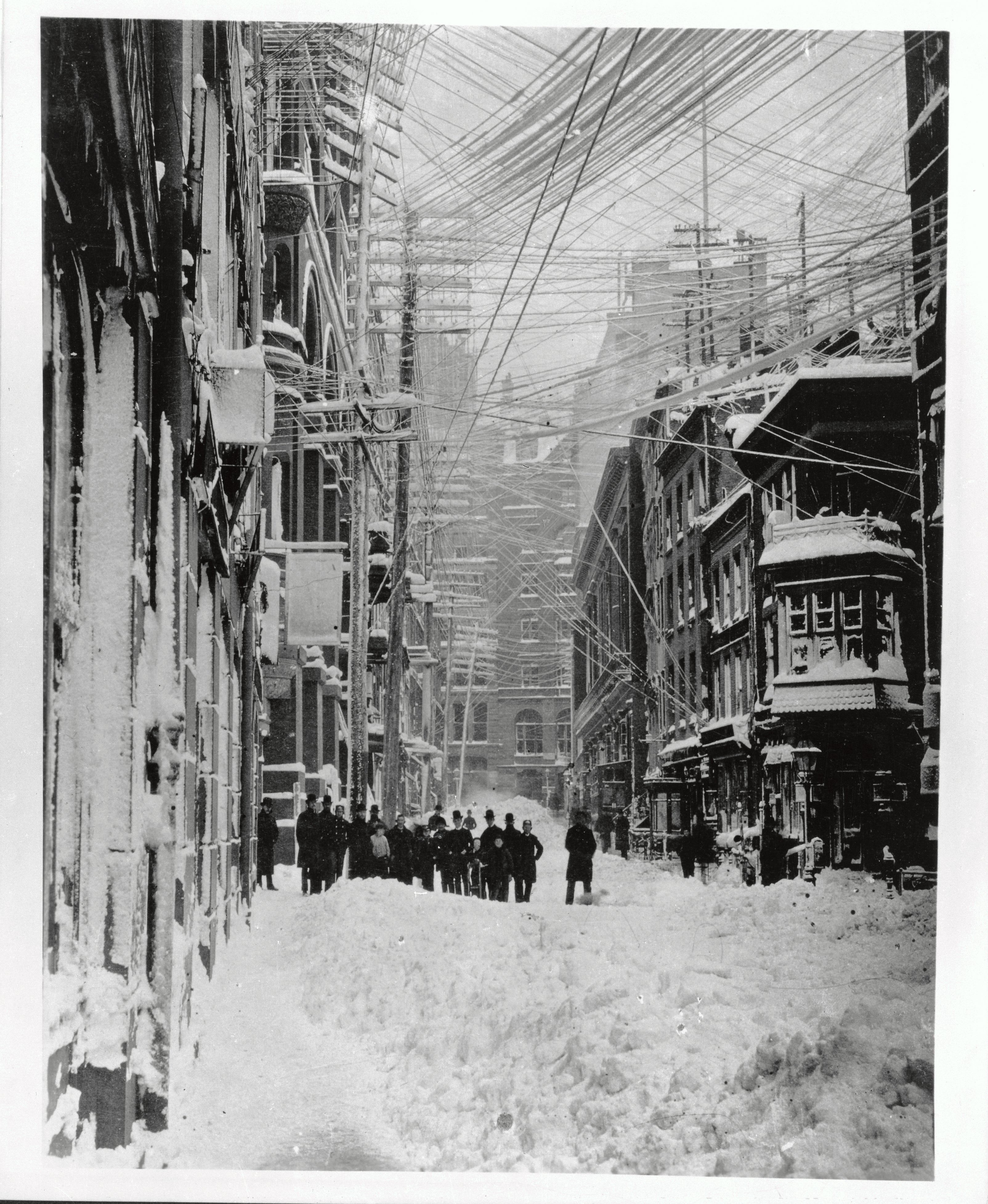
I pali dei fili telegrafici e telefonici a New York City nel 1888. A fine Ottocento era consuetudine trovare sopra le strade delle città estesi sistemi di cavi.
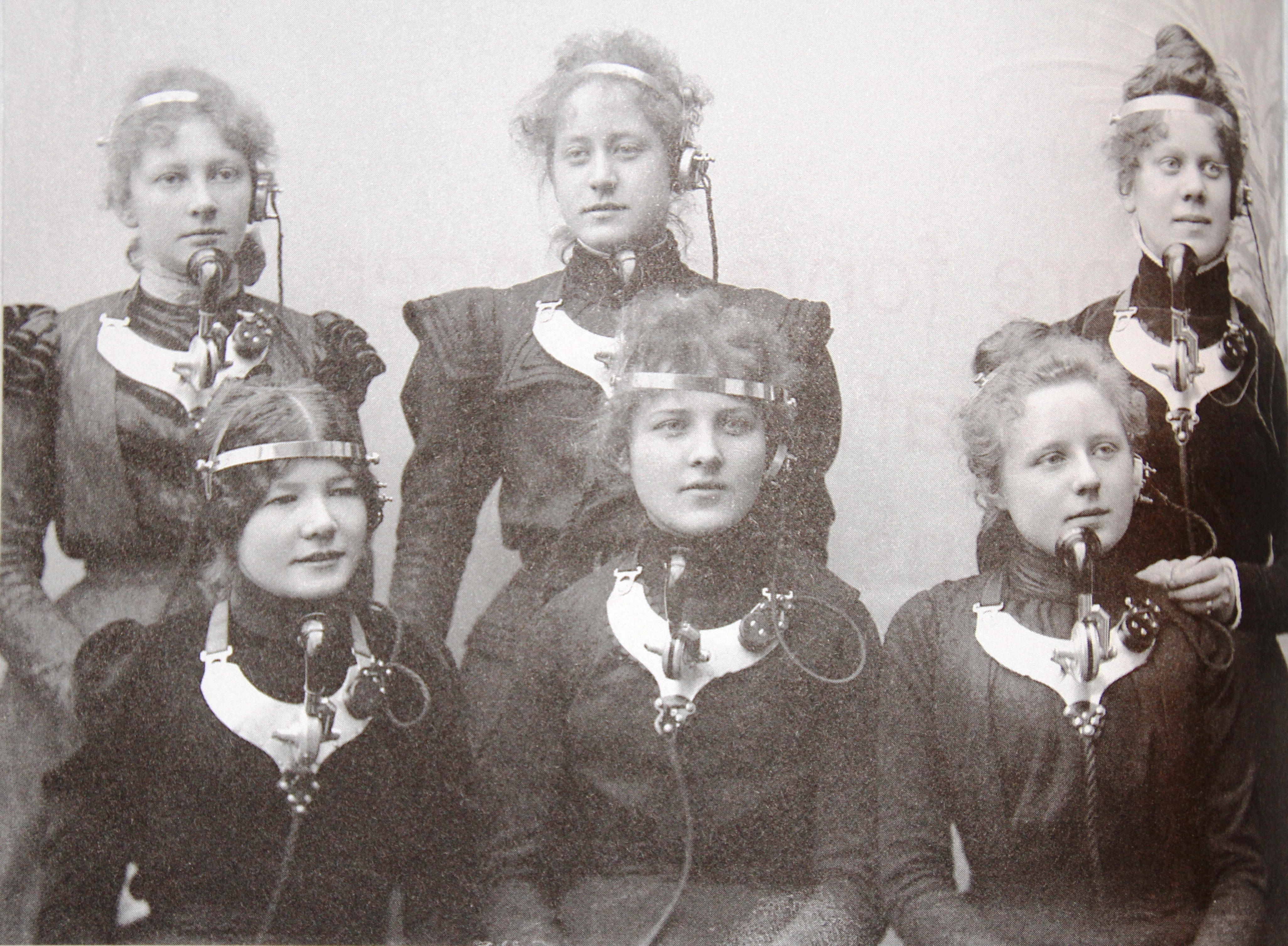
Telefoniste a Kristiania (Oslo), in Norvegia, nel 1899.
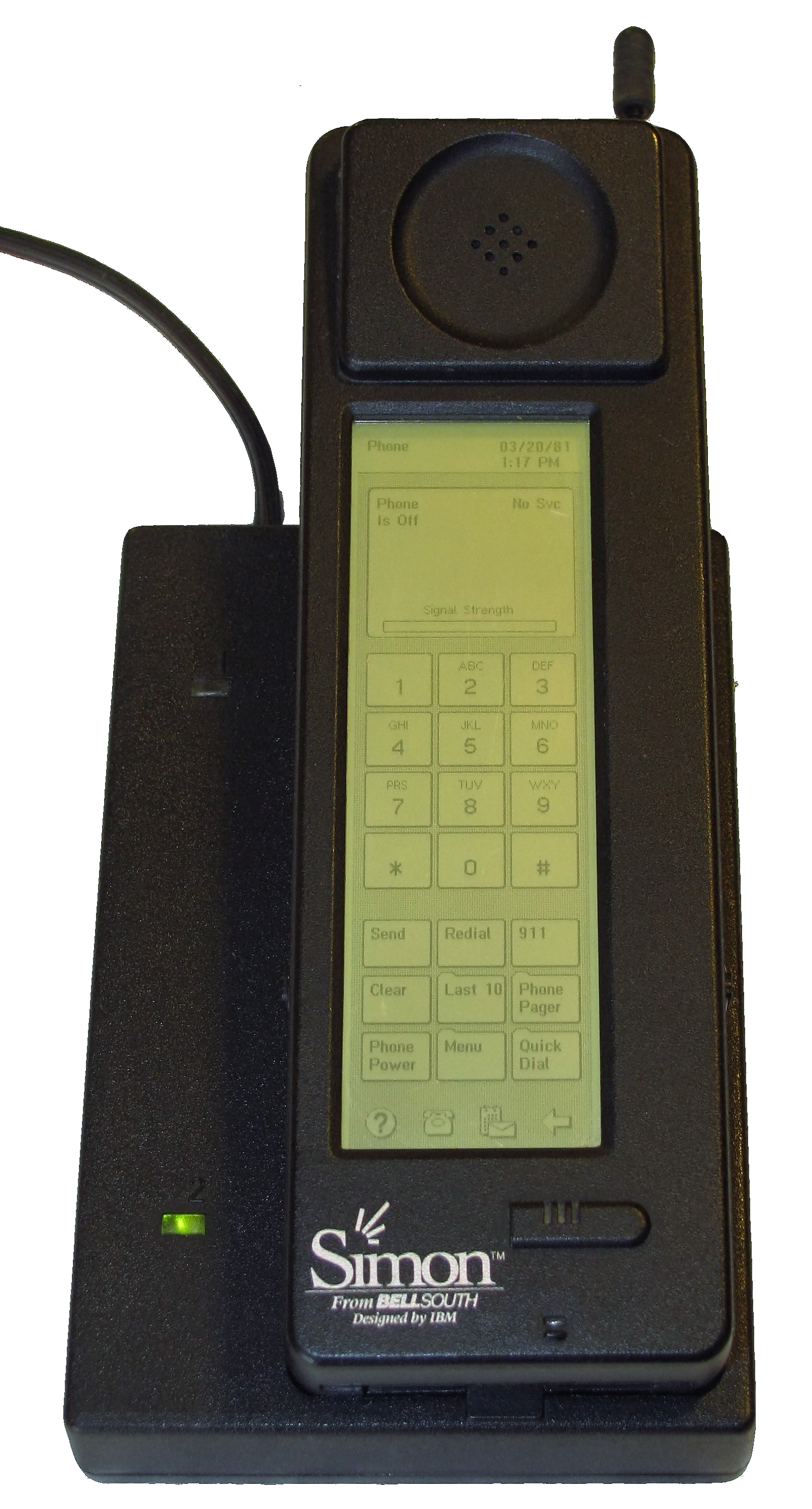
Il Simon della IBM del 1994, primo dispositivo con uno schermo resistivo.
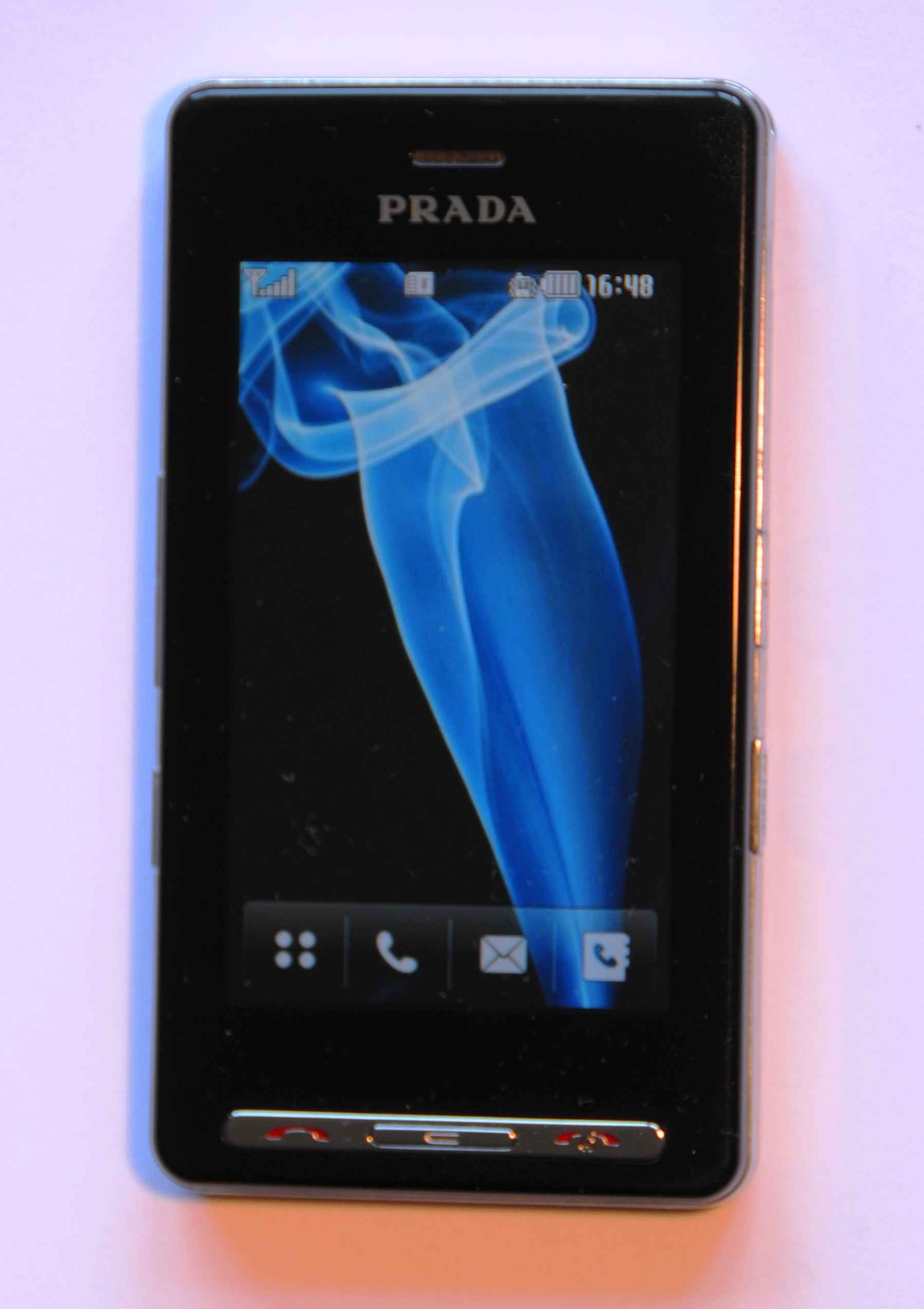
L'LG Prada (o LG KE850) del 2006, primo cellulare al mondo con schermo capacitivo.